# Feng-hsiung Hsu
Feng-hsiung Hsu A (chinesisch 許峰雄 / 许峰雄, Pinyin Xǔ Fēngxióng, W.-G. Hsü Feng-hsiung; * 1. Januar 1959 in Keelung, Taiwan) ist ein taiwanisch-amerikanischer Informatiker und Computerschachpionier. In den 1990er-Jahren leitete er bei IBM das Team, das den Schachcomputer Deep Blue entwickelte, der 1997 als erster Computer der Welt einen Schach-Wettkampf unter Turnierbedingungen gegen den amtierenden Schachweltmeister Garri Kasparow gewann. In seinem Buch Behind Deep Blue – Building the Computer that Defeated the World Chess Champion (deutsch etwa: „Hinter Deep Blue – Wie der Rechner entstand, der den Schachweltmeister besiegte“) berichtet er detailliert über die Entwicklungsarbeiten und diesen historischen Sieg.

## Leben
Geboren in Taiwan, bekam er dort bereits als Schulkind den Spitznamen Crazy Bird (deutsch „verrückter Vogel“), kurz: C.B., da ihn einige seiner Klassenkameraden für exzentrisch hielten. Noch dazu ist sein Vorname Feng (峰,  fēng – „Gipfel“) auf Hochchinesisch ein Homonym für Feng (瘋 / 疯,  fēng – „verrückt“). Dieser Spitzname haftet ihm bis heute an. Nach Abschluss seiner College-Ausbildung wanderte er 1985 in die USA aus. Er erwarb den Ph.D. (Doktorgrad) im Fachgebiet Informatik an der Carnegie Mellon University in Pittsburgh (Pennsylvania) durch seine Arbeit über Computerschach.
Darauf aufbauend entwickelte er Deep Thought (deutsch „Tiefer Gedanke“), einen Schachcomputer, der 1988 die nordamerikanische Computer-Schachmeisterschaft und ein Jahr später die Computer-Schachweltmeisterschaft (WCCC) gewann.
1989 trat Hsu dem Team von IBM bei und forschte zusammen mit Murray Campbell über Parallelrechnung. Aus dieser Arbeit entstand der neue Schach-Supercomputer Deep Blue (deutsch „Tiefblau“), wobei die Namensgebung sich als  Hommage an seinen Arbeitgeber IBM erklärt, dessen Firmenfarbe Blau ist, und der in den USA als „Big Blue“ bekannt ist. Mit Deep Blue gelang Feng-hsiung Hsu und seinem Team 1997 der historische erste Sieg im Wettkampf der „Maschine“ – Künstliche Intelligenz – gegen den menschlichen Schachweltmeister.

## Auszeichnung
Im Jahr 1991 erhielt Feng-hsiung Hsu für seine Beiträge zu Architektur und Algorithmen von Schachcomputern den Grace Murray Hopper Award.